# 2034 Bernoulli
2034 Bernoulli este un asteroid din centura principală, descoperit pe 5 martie 1973 de Paul Wild.